# 디스토션 (음악)

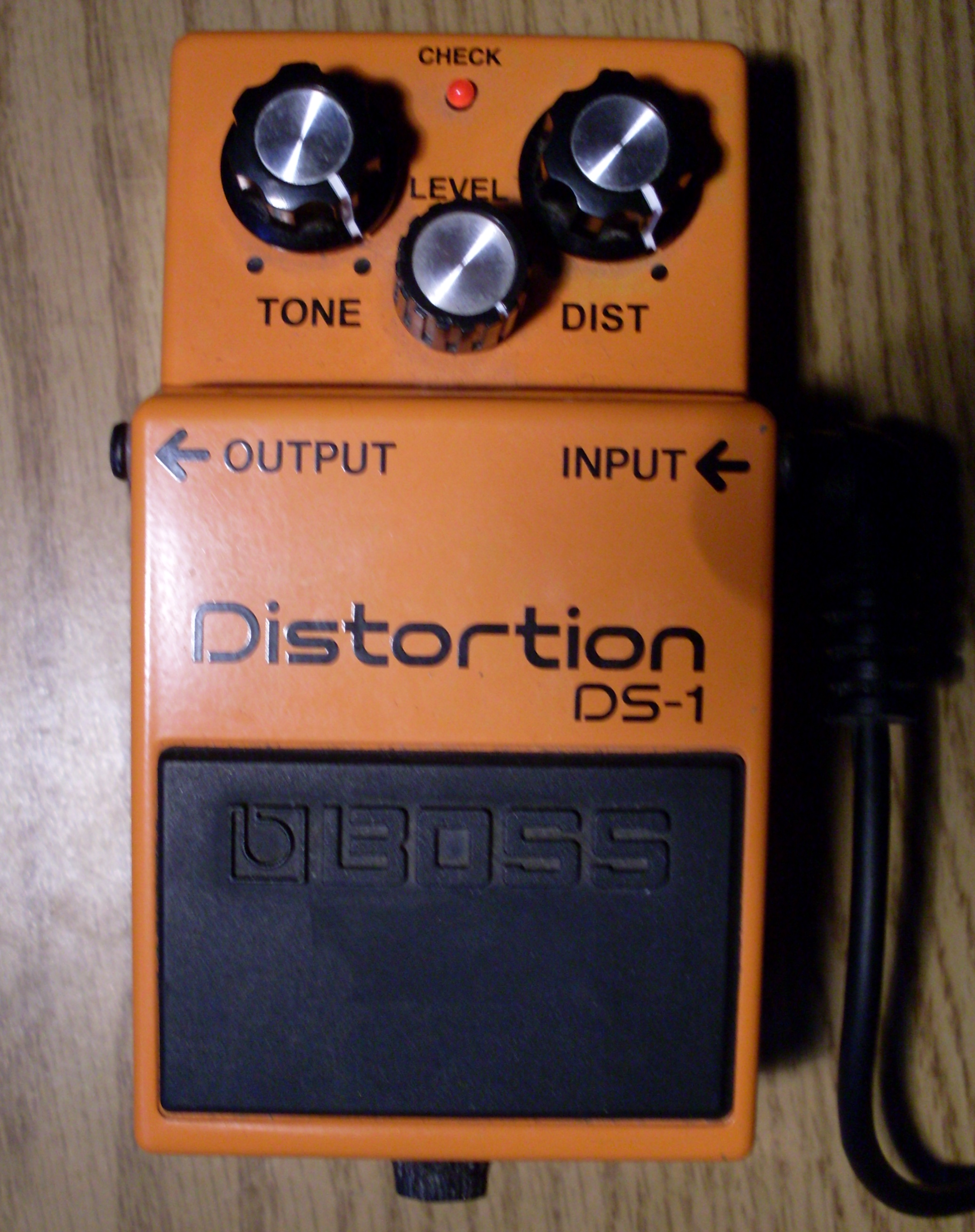
보스에서 제조한 최초의 디스토션 기타 이펙터 페달인 DS-1 (다른 제조사의 이전 사례도 존재)

디스토션과 오버드라이브는 보통 게인을 높여 "퍼지", "그로울링", 또는 "그리팅"한 톤을 만들어 증폭된 전기 악기의 소리를 바꾸는 데 사용되는 오디오 신호 처리의 한 형태이다. 디스토션은 일렉 기타에 가장 흔히 사용되지만, 일렉트릭 베이스, 전기 피아노, 신시사이저, 해먼드 오르간과 같은 다른 악기에도 사용될 수 있다. 일렉트릭 블루스를 연주하는 기타리스트들은 원래 진공관 전원 기타 앰프의 볼륨을 높여 신호가 왜곡되면서 오버드라이브 사운드를 얻었다. 1960년대 이후 이펙트 페달과 같은 디스토션 효과를 만들어내는 다른 방법들이 개발되었다. 왜곡된 일렉 기타의 그로울링 톤은 블루스 및 많은 록 음악 장르, 특히 하드 록, 펑크 록, 하드코어 펑크, 애시드 록, 그런지 및 헤비 메탈을 포함한 많은 장르의 핵심 부분이며, 왜곡된 베이스의 사용은 힙합 장르와 "SoundCloud rap"으로 알려진 얼터너티브 힙합에서 필수적이었다.
이 효과는 신호를 클리핑(신호 파동의 피크와 트로프를 잘라내어 최대치를 넘어서게 함)하여 악기 소리를 변경하고, 서스테인과 고조파 및 비고조파 배음을 추가하여 사용되는 디스토션의 유형과 강도에 따라 종종 "따뜻하고" "더럽다"고 묘사되는 압축된 사운드를 만들어낸다. 디스토션과 오버드라이브는 종종 상호 교환적으로 사용되며, 구분이 있을 경우 디스토션은 오버드라이브보다 더 극단적인 효과이다. 퍼즈는 원래 결함 있는 장비(예: 정렬이 잘못된 진공관, 아래 참조)를 사용하는 기타리스트들이 만들어낸 극단적인 디스토션의 특정 형태로, 1960년대부터 여러 "퍼즈박스" 이펙트 페달로 모방되었다.
디스토션, 오버드라이브, 퍼즈는 이펙터 페달, 랙마운트, 프리 앰프, 파워 앰프(잠재적으로 스피커를 손상시킬 수 있는 접근 방식), 스피커 및 (2000년대 이후) 디지털 앰프 모델링 장치와 오디오 소프트웨어를 통해 생성될 수 있다. 이러한 효과는 일렉 기타, 일렉트릭 베이스(퍼즈 베이스), 전자 키보드와 함께 사용되며, 드물게 보컬의 특수 효과로도 사용된다. 디스토션은 종종 음악적 효과를 위해 의도적으로 생성되지만, 음악가와 오디오 엔지니어는 특히 보컬을 증폭하기 위해 PA 시스템을 사용하거나 사전 녹음된 음악을 재생할 때 디스토션을 피하기 위해 조치를 취하기도 한다.

## 역사

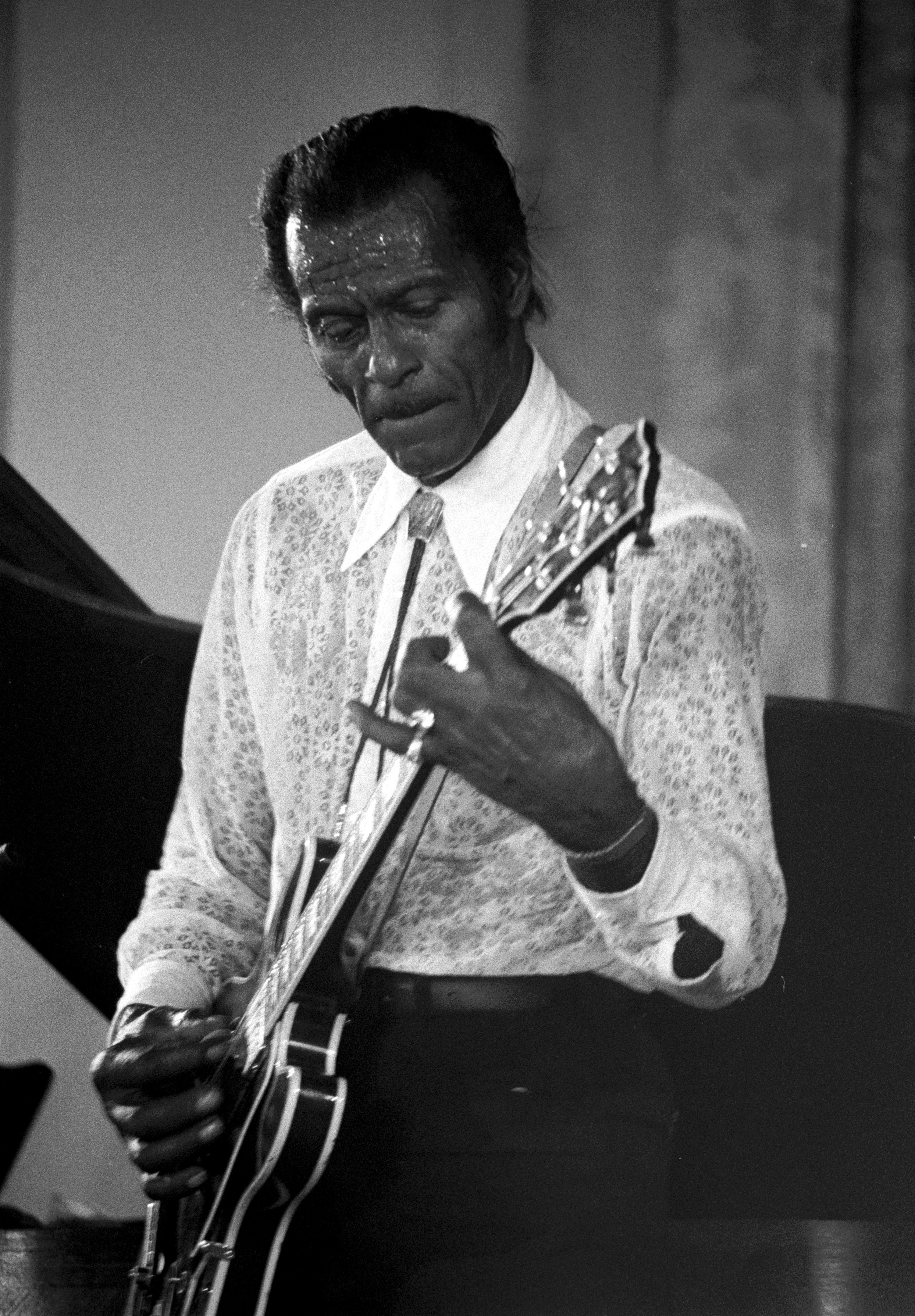
척 베리의 1955년 싱글 "메이벨린"에 수록된 기타 솔로는 저렴한 진공관 앰프로 만들어진 "따뜻한" 배음 디스토션을 특징으로 한다.

### 증폭된 디스토션의 초기 사용
초기 기타 앰프는 상대적으로 로우-피델리티였고, 볼륨(게인)이 설계 한계를 넘어 증가하거나 약간의 손상을 입으면 종종 디스토션을 발생시켰다. 1935년부터 웨스턴 스윙 기타리스트 밥 던 (음악가)은 디스토션 또는 "더러운" 톤으로 실험하기 시작했다. 이후 1945년경, 웨스턴 스윙 기타리스트이자 밥 윌스 밴드의 멤버였던 주니어 바나드는 초보적인 험버커 픽업과 작은 앰프를 가지고 실험하여 그의 특유의 "저음의 더러운" 블루스 사운드를 얻었으며, 이는 더 "유연하고 펑키한" 코드 연주를 가능하게 했다. 엘모어 제임스와 버디 가이와 같은 시카고 블루스 연주자들을 포함한 많은 일렉트릭 블루스 기타리스트들은 머디 워터스와 하울링 울프와 같은 블루스 가수들의 거친 소리에 필적하는 기타 사운드를 얻기 위해 실험했으며, 종종 그들의 오리지널 픽업을 랩스틸을 위해 만들어진 강력한 발코 "시카고안" 픽업으로 교체하여 더 크고 굵은 톤을 얻었다. 초기 록 음악에서, 고리 카터의 "Rock Awhile"(1949)는 몇 년 후의 척 베리와 유사한 오버드라이브 일렉 기타 스타일을 특징으로 했으며, 조 힐 루이스의 "Boogie in the Park"(1950)도 그러했다.
1950년대 초, 기타 디스토션 사운드는 1951년 아이크 터너 앤 더 킹스 오브 리듬의 곡 "Rocket 88"의 인기 있는 초기 녹음에서처럼, 운반 중 스피커 콘이 약간 손상된 진공관 앰프를 사용한 기타리스트 윌리 키자트의 우발적인 앰프 손상으로 인해 그 10년 초에 만들어진 사운드를 기반으로 발전하기 시작했다. 일렉 기타리스트들은 이런 형태의 디스토션을 모방하기 위해 앰프와 스피커를 "수리"하기 시작했다.
하울링 울프 밴드의 윌리 존슨 (기타리스트)은 "따뜻한" 디스토션 사운드를 만들기 위해 의도적으로 게인을 의도된 레벨 이상으로 높이기 시작했다. 기타 슬림 또한 왜곡된 배음으로 실험했으며, 이는 그의 히트 일렉트릭 블루스 곡 "The Things That I Used to Do"(1953)에서 들을 수 있다. 척 베리의 1955년 명곡 "메이벨린"에는 그의 작은 진공관 앰프로 만들어진 따뜻한 배음 기타 솔로가 담겨 있다. 팻 헤어는 제임스 코튼의 "Cotton Crop Blues"(1954)와 그의 "I'm Gonna Murder My Baby"(1954)와 같은 녹음에서 자신의 일렉 기타로 강하게 왜곡된 파워코드를 만들었으며, 이는 "더 거칠고, 더 불쾌하며, 더 맹렬한 일렉 기타 사운드"를 만들어냈는데, 이는 앰프의 볼륨 노브를 "스피커가 비명을 지를 때까지 완전히 오른쪽으로 돌려" 완성되었다.
1956년, 조니 버넷 트리오의 기타리스트 폴 벌리슨은 평론가가 라이브 공연 중 벌리슨의 손상된 앰프가 만들어낸 소리에 열광한 후 "The Train Kept A-Rollin"을 녹음하기 위해 의도적으로 앰프의 진공관을 분리했다. 다른 출처에 따르면 벌리슨의 앰프는 스피커 콘이 부분적으로 부서져 있었다고 한다. 팝 지향적인 프로듀서들은 고음에서는 깨끗하지만 저음에서는 강하게 왜곡되는 기묘한 "투 톤" 사운드에 경악했지만, 버넷은 "그 기타 소리가 멋진 혼 섹션처럼 들린다"고 주장하며 세션 공개를 고집했다.
1950년대 후반, 기타리스트 링크 레이는 비슷한 우발적 발견 이후 자신의 앰프의 진공관을 조작하여 "시끄럽고" "더러운" 사운드를 만들어내기 시작했다. 레이는 또한 연필로 스피커 콘에 구멍을 뚫어 톤을 더욱 왜곡시키고, 전자 에코 챔버(당시 가수들이 주로 사용), 최근 강력하고 "굵은" 깁슨 험버커 픽업, 그리고 제어된 "피드백"(라르센 효과)을 사용했다. 그 결과로 얻은 사운드는 그의 매우 영향력 있는 1958년 기악곡 "Rumble"과 Rawhide에서 들을 수 있다.

### 1960년대: 퍼즈, 디스토션, 상업용 장비 도입
1961년, 그래디 마틴은 마티 로빈스의 곡 "Don't Worry"에서 그의 기타 연주를 왜곡시킨 결함 있는 프리 앰프로 인해 퍼지 톤을 사용하여 히트를 쳤다. 같은 해 말 마틴은 같은 결함 있는 프리 앰프를 사용하여 자신의 이름으로 기악곡을 녹음했다. 데카 레이블의 이 곡은 "The Fuzz"라고 불렸다. 마틴은 일반적으로 "퍼즈 효과"의 발견자로 인정된다. 마틴 세션의 오디오 엔지니어였던 글렌 스노디는 WSM 방송 엔지니어 동료인 레비스 V. 홉스와 협력하여 퍼지 효과를 의도적으로 생성할 독립형 장치를 설계하고 제작했다. 두 엔지니어는 자신들의 회로를 깁슨에 판매했고, 깁슨은 1962년에 마에스트로 FZ-1 퍼즈 톤으로 이를 출시했으며, 이는 상업적으로 성공한 최초의 대량 생산 기타 페달 중 하나였다.

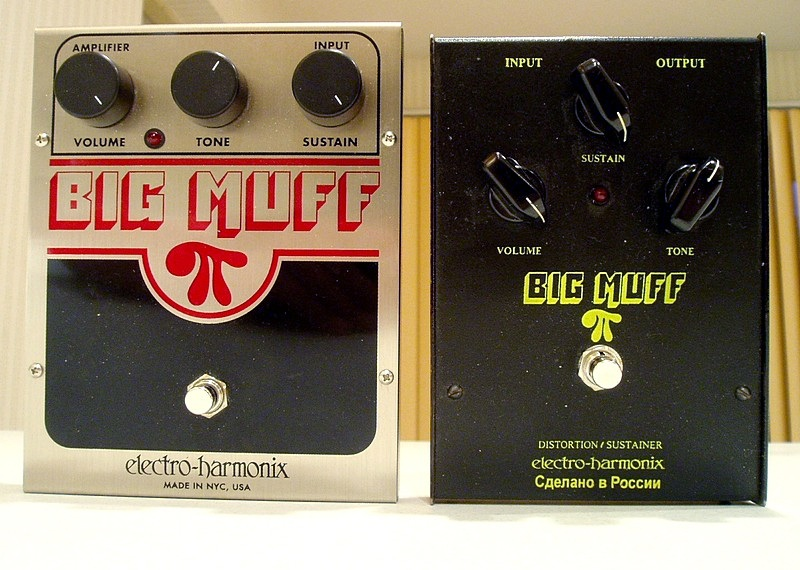
빅 머프 퍼즈박스: NYC 재발매 (왼쪽) 및 러시아 소브텍 버전 (오른쪽)

얼마 지나지 않아 미국의 기악 록 밴드 더 벤처스는 친구이자 세션 음악가이자 전자공학 애호가인 레드 로즈에게 그래디 마틴의 "퍼즈" 사운드를 재현하는 데 도움을 요청했다. 로즈는 벤처스에게 자신이 만든 퍼즈박스를 제공했고, 그들은 이를 사용하여 1962년에 "2000 Pound Bee"를 녹음했다.
1964년, 킹크스의 기타리스트 데이브 데이비스가 밴드의 싱글 "You Really Got Me"를 위해 면도날로 스피커 콘을 찢어 퍼지하고 다소 왜곡된 사운드가 널리 인기를 얻었다.
1965년 5월, 키스 리처즈는 Maestro FZ-1 Fuzz-Tone을 사용하여 " (I Can't Get No) Satisfaction"을 녹음했다. 이 노래의 성공은 이 장치의 판매를 크게 촉진시켰고, 1965년 말까지 모든 재고가 매진되었다. 다른 초기 퍼즈박스에는 Rush Pepbox (1964), 모스라이트 FuzzRITE 및 지미 헨드릭스가 사용한 Arbiter Group Fuzz Face, 헨드릭스와 카를로스 산타나가 사용한 일렉트로 하모닉스 빅 머프 (퍼즈박스), 그리고 폴 매카트니가 "Think for Yourself" 및 다른 비틀즈 녹음에서 퍼즈 베이스를 연주하는 데 사용한 복스 Tone Bender가 있다.
1966년, 영국 회사 마셜 앰플리피케이션의 짐 마셜은 앰프의 전자 회로를 수정하여 "더 밝고, 더 크며" 완전한 디스토션 기능을 얻기 시작했다. 또한 1966년에 핑크 플로이드의 시드 배럿은 완전히 전기 디스토션으로 만들어진 "Interstellar Overdrive"라는 곡을 만들었다. 이 곡은 1년 후 그들의 데뷔 앨범인 The Piper at the Gates of Dawn에서 수정된 형태로 발매되었다.
1960년대 후반과 1970년대 초반, 딥 퍼플, 레드 제플린, 블랙 사바스와 같은 하드 록 밴드들은 높은 볼륨과 강한 디스토션을 결합하여 결국 헤비 메탈 사운드가 될 것을 만들어냈다.

## 이론과 회로

다양한 클리핑 유형을 보여주는 파형 플롯. 진공관 오버드라이브는 소프트 리미팅의 한 형태이며, 트랜지스터 클리핑 또는 극도로 오버드라이브된 진공관은 하드 클리핑과 유사하다.

디스토션이라는 단어는 신호의 파형에 대한 모든 변경을 의미하지만, 음악에서는 비선형 왜곡(필터 제외)과 특히 메모리 없는 비선형성에 의한 새로운 진동수의 도입을 의미한다. 음악에서 선형 왜곡의 다양한 형태는 이를 설명하는 특정 이름을 가지고 있다. 이들 중 가장 간단한 것은 "볼륨 조절"이라고 알려진 왜곡 과정으로, 소리 품질에 영향을 미치지 않으면서 소리의 음량을 높이거나 낮추기 위해 음파의 진폭을 비례적(또는 '선형적')으로 왜곡하는 것을 포함한다. 음악의 맥락에서 (비선형) 왜곡의 가장 흔한 원천은 앰프 회로의 클리핑이며, 이는 주로 오버드라이브라고 알려져 있다.
클리핑은 원래 오디오 신호에 존재하지 않던 주파수를 생성하는 비선형 과정이다. 이 주파수들은 신호의 원래 주파수 중 하나의 정수배인 고조파 배음일 수도 있고, 일반적인 상호변조 왜곡으로 인해 발생하는 "비고조파"일 수도 있다. 동일한 비선형 장치는 입력 신호에 따라 두 가지 유형의 왜곡을 모두 생성한다. 입력 주파수가 이미 고조파적으로 관련되어 있지 않으면 상호변조가 발생한다. 예를 들어, 왜곡을 통해 파워코드를 연주하면 새로운 하위 고조파를 생성하는 상호변조가 발생한다.
"소프트 클리핑"은 신호의 피크를 점진적으로 평탄하게 만들어 원래 톤과 고조파 관계를 공유하는 더 높은 고조파를 많이 생성한다. "하드 클리핑"은 피크를 갑자기 평탄하게 만들어 더 높은 고조파에서 더 높은 전력을 발생시킨다. 클리핑이 증가함에 따라, 입력된 톤은 점차적으로 방형파와 유사해지며 홀수 고조파를 갖게 된다. 이는 일반적으로 "거친" 소리로 묘사된다.
디스토션 및 오버드라이브 회로는 주 앰프에 도달하기 전에 신호를 '클리핑'하며 (클린 부스트 회로는 반드시 '클리핑'을 생성하지는 않음), 신호를 주 앰프의 프론트 엔드 스테이지에서 디스토션이 발생하도록 수준을 높인다 (일반 입력 신호 진폭을 초과하여 앰프를 오버드라이브시킴). 참고: 제품 이름은 관련된 회로 유형을 정확하게 반영하지 않을 수 있음 - 위 참조.
퍼즈 박스는 주파수 체배기를 통해 오디오 신호를 거의 방형파에 가깝게 변경하고 복합적인 배음을 추가한다.

### 진공관 오버드라이브

3극 진공관

진공관 또는 "밸브" 디스토션은 앰프의 진공관을 "오버드라이브"하여 얻어진다. 일반적인 용어로, 오버드라이브는 진공관을 정상 정격 최대치를 넘어 밀어붙이는 것이다. 진공관 앰프, 특히 A급 3극 진공관을 사용하는 앰프는 짝수 및 홀수 고조파를 모두 생성하는 비대칭 소프트 클리핑을 생성하는 경향이 있다. 짝수 고조파의 증가는 "따뜻한" 소리의 오버드라이브 효과를 생성하는 것으로 간주된다.
기본적인 3극 진공관은 캐소드, 플레이트, 그리고 그리드로 구성된다. 플레이트에 양의 전압이 가해지면, 가열된 캐소드에서 그리드를 통해 음전하를 띤 전자 흐름이 플레이트로 이동한다. 이는 오디오 신호의 전압을 증가시켜 볼륨을 증폭시킨다. 그리드는 플레이트 전압이 증가하는 정도를 조절한다. 그리드에 작은 음의 전압이 가해지면 플레이트 전압이 크게 감소한다.
진공관 증폭은 입력 신호의 전압이 진공관의 "선형 작동 영역"을 초과하지 않는 한 선형적이다. 즉, 증폭된 신호의 파라미터(진폭, 주파수, 위상)가 입력 신호에 비례한다. 선형 영역은 다음과 같다.
1. 포화 영역: 플레이트 전류가 그리드 전압의 양의 증가에 반응하지 않게 되는 전압
2. 차단 영역: 그리드의 전하가 전자가 플레이트로 흐르기에는 너무 음극인 전압. 진공관이 선형 영역 내에서 바이어스되고 입력 신호의 전압이 이 영역을 초과하면 오버드라이브 및 비선형 클리핑이 발생한다.[43][46]

여러 단계의 진공관 게인/클리핑을 "캐스케이드"하여 더 두껍고 복잡한 디스토션 사운드를 만들 수 있다. 간단히 말해, 음악가는 퍼즈 페달을 "크랭크업"하여 클리핑 "오버드라이브" 상태가 된 진공관 앰프에 연결한다. 이렇게 하면 음악가는 퍼즈에서 디스토션을 얻고, 이 디스토션은 앰프에 의해 더욱 왜곡된다. 1990년대에는 일부 시애틀 그런지 기타리스트들이 최대 4개의 퍼즈 페달을 연결하여 두터운 "월 오브 사운드" 디스토션을 만들었다.
일부 현대식 진공관 이펙트에서는 "더러운" 또는 "거친" 톤이 실제로 높은 전압이 아닌, 회로 구성 요소에 비해 너무 낮은 전압에서 회로를 작동시켜 더 큰 비선형성과 디스토션을 유발함으로써 얻어진다. 이러한 설계는 "스타베이션 플레이트" 구성이라고 불리며, "앰프 사망" 사운드를 초래한다.

### 솔리드 스테이트 디스토션
솔리드 스테이트 앰프에 트랜지스터 및 연산 증폭기를 통합하면 하드 클리핑을 생성할 수 있다. 대칭일 때, 이는 추가적인 고진폭 홀수 고조파를 추가하여 "더럽고" "거친" 톤을 만든다. 비대칭일 때는 짝수 및 홀수 고조파를 모두 생성한다. 전자적으로는 일반적으로 신호를 직류 전압 전원 공급 레일의 제한에 의해 클리핑될 지점까지 증폭하거나, 다이오드로 신호를 클리핑하여 이를 달성한다. 많은 솔리드 스테이트 디스토션 장치는 추가 솔리드 스테이트 회로를 사용하여 오버드라이브된 진공관의 사운드를 모방하려고 한다. 일부 앰프(특히 마샬 JCM 900)는 진공관과 솔리드 스테이트 구성 요소를 모두 사용하는 하이브리드 설계를 활용한다.

## 접근 방식
기타 디스토션은 이펙터 페달, 프리 앰프, 파워 앰프, 스피커를 포함한 기타 신호 경로의 여러 구성 요소에서 생성될 수 있다. 많은 연주자들은 자신만의 "시그니처" 톤을 얻기 위해 이러한 요소들을 조합하여 사용한다.

### 프리 앰프 디스토션
기타 앰프의 프리 앰프 섹션은 약한 악기 신호를 파워 앰프를 구동할 수 있는 수준으로 증폭하는 역할을 한다. 또한 이퀄라이제이션 및 게인 컨트롤을 포함하여 악기의 톤을 형성하는 회로를 포함하기도 한다. 종종 여러 개의 캐스케이드 게인/클리핑 단계가 디스토션을 생성하는 데 사용된다. 진공관 앰프의 첫 번째 구성 요소가 진공관 게인 스테이지이기 때문에, 신호 체인의 이전 요소들의 출력 레벨은 해당 스테이지에서 생성되는 디스토션에 큰 영향을 미친다. 기타 픽업의 출력 레벨, 기타의 볼륨 노브 설정, 현을 얼마나 세게 뜯는지, 그리고 볼륨 부스팅 이펙터 페달의 사용은 이 스테이지를 더 강하게 구동하여 더 많은 디스토션을 생성할 수 있다.
1980년대와 1990년대 동안, 대부분의 진공관 앰프에는 프리앰프 섹션과 파워 앰프 사이에 조절 가능한 감쇠기인 "마스터 볼륨" 컨트롤이 있었다. 프리앰프 볼륨을 높게 설정하여 높은 디스토션 레벨을 생성할 때, 마스터 볼륨을 낮춰 출력 볼륨을 관리 가능한 수준으로 유지했다.

### 오버드라이브/디스토션 페달
빅 머프 데모 (도움말·정보)

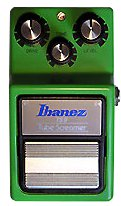
아이바네즈 TS9 튜브스크리머는 인기 있는 오버드라이브 페달이다.

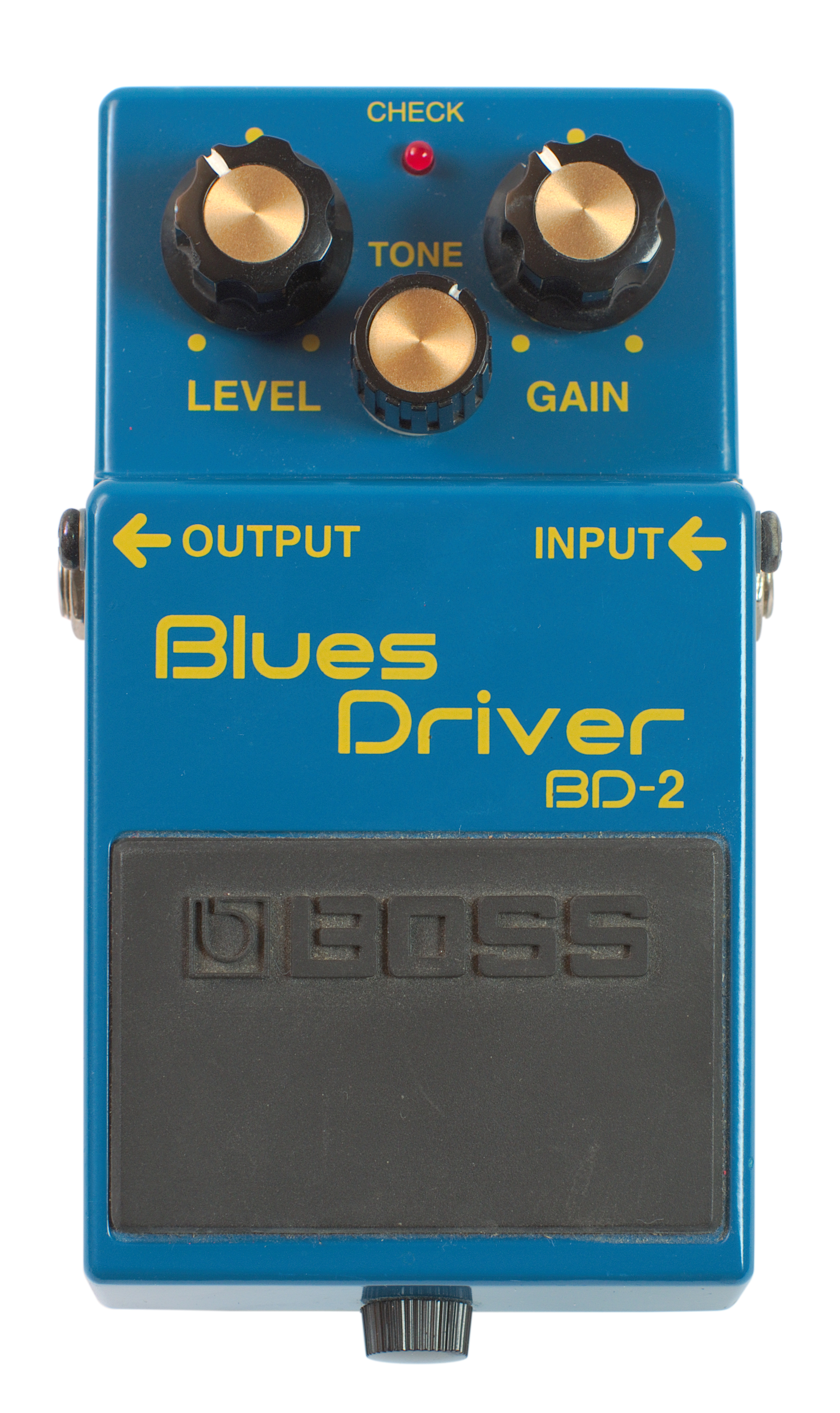
보스 BD-2 블루스 드라이버

아날로그 오버드라이브/디스토션 페달은 프리 앰프 디스토션과 유사한 원리로 작동한다. 대부분의 이펙터 페달은 배터리 전압으로 작동하도록 설계되었기 때문에 진공관을 사용하여 디스토션과 오버드라이브를 생성하는 것은 비실용적이다. 대신 대부분의 페달은 트랜지스터, 연산 증폭기 및 다이오드와 같은 반도체 부품을 사용한다. 오버드라이브/디스토션 페달의 고전적인 예로는 보스 OD 시리즈 (오버드라이브), 아이바네즈 튜브스크리머 (오버드라이브), 빅 머프 (퍼즈박스) 및 Pro Co RAT (디스토션)가 있다. 일반적으로 "오버드라이브" 페달은 클래식 록 또는 블루스와 관련된 사운드를 생성하도록 설계되었으며, "디스토션" 페달은 헤비 메탈과 관련된 "하이 게인, 스쿱드 미드" 사운드를 생성한다. 퍼즈박스는 빅 머프 및 Fuzz Face와 같은 초기 오버드라이브 페달의 독특한 사운드를 모방하도록 설계되었다.
대부분의 오버드라이브/디스토션 페달은 두 가지 방식으로 사용될 수 있다. 페달은 이미 오버드라이브된 앰프에 연결하여 채도를 더욱 높이고 톤을 "색칠"하는 "부스트"로 사용될 수 있거나, 완전히 깨끗한 앰프에 연결하여 오버드라이브/디스토션 효과 전체를 생성하는 데 사용될 수 있다. 주의를 기울이고 적절하게 선택된 페달을 사용하면 여러 오버드라이브/디스토션 페달을 "쌓아" 한 페달이 다른 페달의 '부스트' 역할을 할 수 있다.
퍼즈 박스 및 기타 강한 디스토션은 코드를 연주할 때 원치 않는 불협화음을 유발할 수 있다. 이를 해결하기 위해 이러한 효과를 사용하는 기타 연주자(및 건반 연주자)는 단일 음표와 간단한 "파워코드(근음, 5음, 옥타브)"로 연주를 제한할 수 있다. 실제로, 가장 극단적인 퍼즈 페달의 경우, 퍼즈가 단일 음표도 매우 두껍고 무겁게 들리게 할 수 있기 때문에 연주자들은 주로 단일 음표를 연주하기로 선택할 수 있다. 강한 디스토션은 또한 연주자의 다이내믹스(음량과 부드러움) 제어를 제한하는 경향이 있는데, 이는 해먼드 오르간 연주자에게 부과되는 제한과 유사하다(해먼드 오르간은 연주자가 건반을 얼마나 세게 또는 부드럽게 연주하는지에 따라 소리가 더 크거나 부드러워지지 않는다. 하지만 연주자는 드로우바와 익스프레션 페달로 볼륨을 여전히 제어할 수 있다). 헤비 메탈 음악은 이러한 제한을 중심으로 진화하여 복잡한 리듬과 타이밍을 표현과 흥미를 위해 사용한다. 가벼운 디스토션과 오버드라이브는 3화음 및 7화음과 함께 사용될 수 있으며, 가벼운 오버드라이브는 다이내믹스에 대한 더 많은 제어를 허용한다.

### 파워 앰프 디스토션

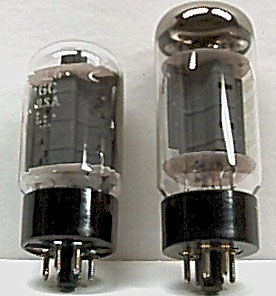
미국산 앰프에 자주 사용되는 6L6GC 파워 진공관 한 쌍.

파워 진공관은 프리앰프 진공관과 같은 방식으로 오버드라이브될 수 있지만, 이 진공관들은 더 많은 전력을 출력하도록 설계되었기 때문에 기타 톤에 추가하는 디스토션과 특성이 독특하다. 1960년대부터 1970년대 초반까지 디스토션은 주로 파워 진공관을 오버드라이브하여 생성되었다. 이 사운드에 익숙해졌기 때문에 많은 기타 연주자들은  이런 유형의 디스토션을 선호하여 앰프를 최대 레벨로 설정하여 파워 섹션을 강하게 구동한다. 일반적으로 사용되는 많은 진공관 기반 앰프는 파워 섹션에 푸시풀 출력 구성이 있으며, 일치하는 진공관 쌍이 출력 트랜스포머를 구동한다. 파워 앰프 디스토션은 일반적으로 완전히 대칭이며, 주로 홀수 고조파를 생성한다.
이렇게 파워 진공관을 강하게 구동하는 것은 최대 볼륨을 의미하기도 하는데, 이는 작은 녹음실이나 연습실에서 관리하기 어려울 수 있으므로, 이러한 파워 진공관 출력을 스피커에서 일부 우회시키고 과도한 볼륨 없이 파워 진공관 디스토션을 생성할 수 있는 많은 솔루션이 등장했다. 여기에는 내장형 또는 별도의 파워 감쇠기와 VVR(가변 전압 레귤레이터)과 같은 전원 공급 장치 기반의 전력 감쇠기가 포함되어 진공관의 플레이트 전압을 낮춰 볼륨을 낮추면서 디스토션을 증가시킨다. 에디 반 헤일런과 같은 기타리스트들은 VVR 기술이 발명되기 전에 배리악을 사용한 것으로 알려져 있다. 저전력 진공관 앰프(예: 쿼터 와트 이하), 스피커 격리 캐비닛, 그리고 저효율 기타 스피커도 볼륨을 조절하는 데 사용된다.
파워 밸브 디스토션은 전용 랙마운트 밸브 파워 앰프에서도 생성될 수 있다. 모듈형 랙마운트 설정은 종종 랙마운트 프리앰프, 랙마운트 밸브 파워 앰프, 그리고 출력을 원하는 볼륨 레벨로 감쇠하기 위한 랙마운트 더미 로드를 포함한다. 일부 이펙터 페달은 자체적으로 파워 밸브 디스토션을 생성하며, 파워 밸브 디스토션 페달로 사용하기 위한 선택적 더미 로드도 포함한다. 이러한 이펙터 유닛은 12AX7과 같은 프리앰프 밸브를 파워 밸브 회로 구성(예: Stephenson's Stage Hog)으로 사용하거나, 기존의 파워 밸브인 EL84를 사용할 수 있다(예: H&K Crunch Master 소형 탁상형 유닛). 그러나 이들은 일반적으로 신호 체인에서 프리앰프 앞에 배치되므로 전체 톤에 다른 방식으로 기여한다. 파워 앰프 디스토션은 스피커를 손상시킬 수 있다.
다이렉트 인젝션 신호는 기타 스피커와 마이크의 직접적인 색상 없이 파워 튜브 디스토션 사운드를 포착할 수 있다. 이 DI 신호는 마이크로폰된 기타 스피커와 혼합될 수 있으며, DI는 더욱 현재적이고 즉각적이며 밝은 사운드를 제공하고, 마이크로폰된 기타 스피커는 색상이 입혀진 원격의 어두운 사운드를 제공한다. DI 신호는 기타 앰프의 DI 잭 또는 파워 감쇠기의 라인 아웃 잭에서 얻을 수 있다.

### 출력 변압기 왜곡
출력 변압기는 파워 진공관과 스피커 사이에 위치하여 임피던스를 일치시키는 역할을 한다. 변압기의 강자성 코어가 전자기적으로 포화되면 인덕턴스가 손실되는데, 이는 역 기전력이 코어의 자속 변화에 의존하기 때문이다. 코어가 포화 상태에 도달하면 자속 수준이 평탄해지고 더 이상 증가할 수 없다. 자속 변화가 없으면 역 기전력도 없고 따라서 반사 임피던스도 없다. 변압기와 진공관 조합은 큰 3차 고조파를 생성한다. 코어가 포화되지 않는 한, 진공관은 전압 강하로 인해 자연적으로 클리핑된다. 단일 종단 시스템에서는 진공관의 상대적으로 비선형적인 특성으로 인해 큰 신호 스윙에서 출력 고조파가 주로 짝수 차수가 된다. 그러나 이는 자기 코어가 포화되지 않을 때만 해당된다.

### 전원 공급 "새그"
초기 진공관 앰프는 조절되지 않은 전원 공급 장치를 사용했다. 이는 고품질의 고전압 전원 공급 장치와 관련된 높은 비용 때문이었다. 일반적인 애노드 (플레이트) 공급 장치는 단순히 정류기, 인덕터 및 축전기였다. 진공관 앰프가 높은 볼륨으로 작동될 때, 전원 공급 장치 전압이 떨어져 전력 출력이 감소하고 신호 감쇠 및 압축이 발생했다. 이 드롭 현상은 "새그"로 알려져 있으며, 일부 일렉 기타 연주자들에게는 선호되는 현상이다. 새그는 A급 AB 앰프에서만 발생한다. 이는 기술적으로 새그가 전원 공급 장치에서 더 많은 전류가 흐르면서 정류기 진공관에 더 큰 전압 강하가 발생하기 때문이다. A급 AB 앰프는 신호의 최대 및 최소 지점에서 가장 많은 전력을 소비하므로, 신호의 피크에서만 최대 전력을 소비하는 A급 앰프보다 전원 공급 장치에 더 많은 부담을 준다.
이 효과는 입력 신호가 높을수록 더 두드러지기 때문에, 음의 강한 "어택"은 낮은 전압의 "쇠퇴"보다 더 강하게 압축되어 후자가 더 크게 들리게 함으로써 서스테인을 향상시킨다. 또한 압축 수준이 입력 볼륨에 의해 영향을 받기 때문에, 연주자는 연주 강도를 통해 이를 제어할 수 있다. 즉, 더 세게 연주하면 더 많은 압축 또는 "새그"가 발생한다. 대조적으로, 최신 앰프는 종종 고품질의 잘 조절된 전원 공급 장치를 사용한다.

### 스피커 디스토션
기타 스피커는 하이파이 스테레오 스피커나 공공 주소 시스템 스피커와 다르게 설계되었다. 하이파이 및 공공 주소 스피커는 가능한 한 적은 왜곡으로 소리를 재생하도록 설계된 반면, 기타 스피커는 일반적으로 일부 주파수를 강화하거나 원치 않는 주파수를 감쇠시켜 기타 톤을 형성하거나 색칠하도록 설계되었다.
기타 스피커에 전달되는 전력이 최대 정격 전력에 가까워지면 스피커의 성능이 저하되어 스피커가 "찢어지고", 신호에 추가적인 왜곡과 착색을 더한다. 일부 스피커는 클린 헤드룸을 많이 갖도록 설계되었지만, 다른 스피커는 일찍 찢어져 거칠고 그르렁거리는 소리를 내도록 설계되었다.

### 디스토션 에뮬레이션을 위한 앰프 모델링

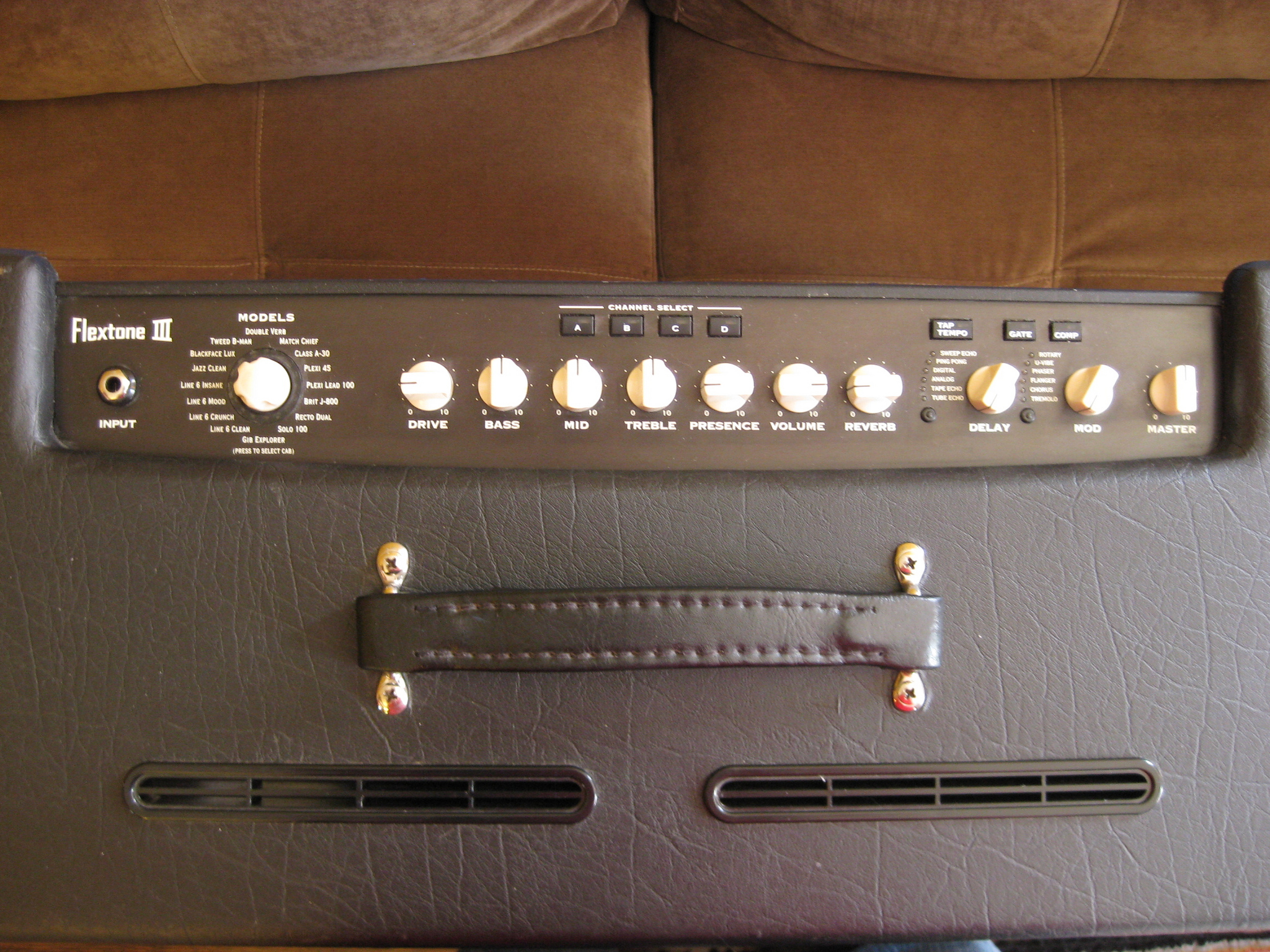
위에서 본 Line 6 모델링 앰프. 왼쪽의 회전식 노브를 통해 다양한 앰프 및 스피커 에뮬레이션을 선택할 수 있다.

기타 앰프 모델링 장치 및 소프트웨어는 다양한 인기 있는 "스톰프 박스" 페달 및 앰프와 관련된 다양한 기타 특유의 디스토션 품질을 재현할 수 있다. 앰프 모델링 장치는 일반적으로 디지털 신호 처리를 사용하여 아날로그 페달 및 오버드라이브된 진공관 앰프에 연결하는 사운드를 재현한다. 가장 정교한 장치는 사용자가 다른 프리 앰프, 파워 튜브, 스피커 디스토션, 스피커 캐비닛, 마이크 배치 조합을 시뮬레이션된 결과로 사용자 지정할 수 있도록 한다. 예를 들어, 작은 앰프 모델링 페달을 사용하는 기타리스트는 자신의 일렉 기타를 헤비 빈티지 진공관 앰프와 8 X 10인치 스피커 캐비닛 스택에 연결하는 사운드를 시뮬레이션할 수 있다.

## 이퀄라이제이션을 이용한 보이스
기타 디스토션은 프리 앰프 디스토션, 파워 밸브 디스토션, 출력 및 전력 변압기 디스토션, 기타 스피커 디스토션을 포함하여 신호 처리 체인의 다양한 지점에서 얻어지고 형성된다. 디스토션 특성 또는 보이스의 대부분은 각 디스토션 단계 전후의 주파수 응답에 의해 제어된다. 디스토션 보이스의 주파수 응답 의존성은 와와 페달이 다음 디스토션 단계에 미치는 영향이나, 기타에 내장된 톤 컨트롤, 프리앰프 또는 EQ 페달을 사용하여 첫 번째 디스토션 단계 이전에 기타 픽업 신호의 저음 또는 고음 구성 요소를 선호하도록 하는 것을 통해 들을 수 있다. 일부 기타리스트는 디스토션 효과 뒤에 이퀄라이저 페달을 배치하여 왜곡된 신호에서 다른 주파수를 강조하거나 약화시킨다.
베이스와 트레블을 높이고 중앙 미드레인지(750Hz)를 줄이거나 없애면 일반적으로 "스쿱된" 사운드(미드레인지 주파수가 "퍼져 나가기" 때문에)라고 알려진 결과가 나온다. 반대로, 베이스를 줄이고 미드레인지와 트레블을 높이면 펀치감 있고 거친 사운드가 만들어진다. 모든 트레블을 롤오프하면 어둡고 묵직한 사운드가 생성된다.

## 디스토션 피하기

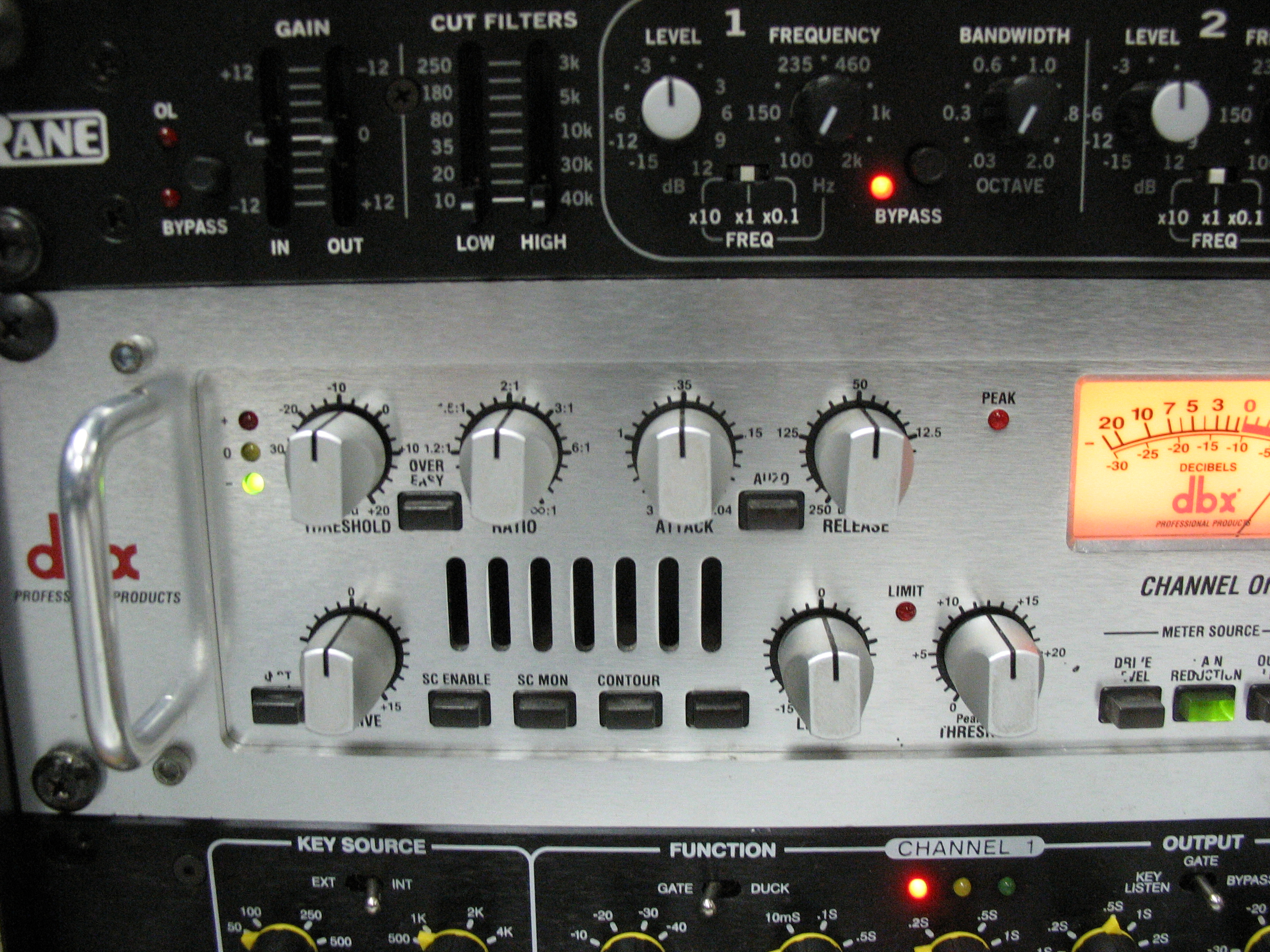
오디오 엔지니어는 이 DBX 566과 같은 전자 오디오 컴프레션 장치를 사용하여 신호 피크가 원치 않는 디스토션을 유발하는 것을 방지한다.

음악가들이 의도적으로 전기 악기 신호나 보컬에 디스토션을 생성하거나 추가하여 음악적 효과를 창출하는 반면, 가능한 한 적은 디스토션을 추구하는 음악 스타일과 음악적 적용 분야도 있다. 나이트클럽에서 DJ들이 녹음된 음악을 틀 때, 그들은 보통 가능한 한 적은 디스토션으로 녹음물을 재현하려고 한다. 팝 음악, 컨트리 음악, 심지어 일렉 기타가 거의 항상 디스토션되는 헤비 메탈, 펑크, 하드 록과 같은 장르에서도 사운드 엔지니어들은 일반적으로 음향 강화 시스템을 통해 나오는 보컬이 왜곡되지 않도록 여러 조치를 취한다 (단, 인더스트리얼 음악 장르에서처럼 특수 효과로 의도적으로 보컬에 디스토션을 추가하는 드문 경우는 예외이다).
사운드 엔지니어는 여러 가지 방법을 사용하여 원치 않는, 의도하지 않은 디스토션과 클리핑을 방지한다. 그들은 오디오 믹싱 콘솔의 마이크 프리 앰프 게인을 줄이거나, 감쇠 "패드"(오디오 콘솔 채널 스트립, DI 유닛 및 일부 베이스 앰프의 버튼)를 사용하고, 전자 오디오 컴프레서 효과 및 리미터를 사용하여 보컬 마이크의 갑작스러운 볼륨 피크가 원치 않는 디스토션을 유발하는 것을 방지할 수 있다.
메탈 및 펑크 밴드의 일부 베이스 기타 연주자들은 의도적으로 퍼즈 베이스를 사용하여 베이스 사운드를 왜곡시키지만, 팝, 빅밴드 재즈, 전통 컨트리 음악과 같은 다른 음악 장르에서는 베이스 연주자들이 일반적으로 왜곡되지 않은 베이스 사운드를 추구한다. 깨끗하고 왜곡되지 않은 베이스 사운드를 얻기 위해 이러한 장르의 전문 베이스 연주자들은 많은 "헤드룸"을 가진 고출력 앰프를 사용하며, 갑작스러운 볼륨 피크가 디스토션을 유발하는 것을 방지하기 위해 오디오 컴프레서를 사용하기도 한다. 많은 경우, 스테이지 피아노 또는 신시사이저를 연주하는 음악가들은 가능한 한 적은 디스토션으로 오디오 신호를 재생하도록 설계된 키보드 앰프를 사용한다. 건반 악기의 예외는 블루스에서 사용되는 해먼드 오르간과 록 음악에서 사용되는 펜더 로즈이다. 이 악기들과 장르에서는 키보드 연주자들이 종종 튜브 앰프를 의도적으로 오버드라이브시켜 자연스러운 오버드라이브 사운드를 얻는다. 가능한 한 적은 디스토션이 추구되는 또 다른 악기 증폭의 예는 포크 또는 블루그래스 스타일로 만돌린이나 피들과 같은 악기를 연주하는 음악가들을 위해 설계된 어쿠스틱 악기 앰프이다.

## 같이 보기
- 디스토션 미터
- 기타 페달보드
- 디스토션 페달 목록
- 튜브 사운드/밸브 사운드